# Анащенко, Олег Владимирович
Олег Владимирович Анащенко (укр. Олег Володимирович Анащенко; 29 августа 1968 — 4 февраля 2017) — военный деятель подконтрольной России Луганской Народной Республики. Начальник управления Народной милиции ЛНР.

## Биография
Родился в городе Ровеньки. В 1991 году окончил Ростовское высшее военное командно-инженерное училище ракетных войск имени маршала Неделина (курс 451, группа 4514), служил в Ракетных войсках стратегического назначения, вышел в запас подполковником. Работал заведующим отдельного подразделения шахтоуправления «Луганское» ГП «Луганскуголь». С 2010 года — депутат Каменнобродского районного совета.
С весны 2014 года активно принимал участие в войне на Донбассе на стороне подконтрольной России ЛНР. Летом 2014 года Олег Анащенко в качестве комбата участвовал в боях в районе Дебальцева.
Ряд украинских СМИ считают что Анащенко был причастен к катастрофе самолёта Ил-76 в Луганске. Тогда в результате атаки погибли 9 членов экипажа и 40 десантников.
С мая 2015 года занимал должность начальника войск ПВО ЛНР. В августе 2015 года был назначен на должность начальника учебного центра Народной милиции. В декабре 2015 года Олег Анащенко сменил на посту первого заместителя командующего Народной милиции ЛНР Сергея Козлова (тот стал премьер-министром Республики).
С февраля 2016 года — 1-й заместитель командующего корпуса народной милиции ЛНР. В марте 2016 года получил назначение на должность начальника штаба народной милиции ЛНР.

## Гибель
Погиб 4 февраля 2017 года, в 7:50 по московскому времени. Автомобиль Анащенко, внедорожник «Toyota», был взорван. В момент катастрофы машина проезжала по Краснознаменной улице, неподалёку от квартала Мирный. Анащенко скончался на месте. Второй человек, водитель полковника, тоже погиб.
В ЛНР заявили, что уничтожение Анащенко было запланировано и устроено СБУ.
Украинский журналист Юрий Бутусов считает, что Анащенко убили «свои» по политическим мотивам, вскоре после того как он начал резко и публично критиковать главу ЛНР Плотницкого.
5 февраля 2017 года по указу главы Луганской Народной Республики Игоря Плотницкого был объявлен официальным днём траура. Церемонию прощания запланировали на 8 февраля, в Луганском областном академическом украинском музыкально-драматическом театре.